# Christoph Leitgeb
Christoph Leitgeb (født 14. april 1985 i Graz) er en østrigsk fodboldspiller, der spiller som midtbanespiller i Bundesliga-klubben FC Red Bull Salzburg. Han har spillet for klubben siden sommeren 2007. Tidligere har han repræsenteret SK Sturm Graz, der var hans første klub som seniorspiller.
Med Red Bull Salzburg har Leitgeb været med til at vinde det østrigske mesterskab to gange.

## Landshold
Leitgeb har (pr. 12. oktober 2013) spillet 27 kampe for det østrigske landshold, som han debuterede for den 23. maj 2006 i en venskabskamp mod Kroatien. Han var en del af den østrigske trup til EM i 2008 på hjemmebane.

## Titler
Østrigs Bundesliga
- 2009 og 2010 med Red Bull Salzburg